# Министерство по чрезвычайным ситуациям (Узбекистан)
Министерство по чрезвычайным ситуациям (узб. Oʻzbekiston Respublikasi Favqulodda vaziyatlar vazirligi) — государственное агентство, осуществляющее надзор за аварийно-спасательными службами в Узбекистане. Отвечает за помощь жителям Узбекистана и их защиту во время стихийных бедствий, надзор за чрезвычайными мерами и координацию других министерств и ведомств в таких ситуациях.

## Функции
Функции МЧС были изложены в указе президента от 4 марта 1996 года, в котором определены следующие задачи министерства:
- Реализация государственной политики в сфере чрезвычайных ситуаций
- Управление гражданской обороны Республики Узбекистан
- Координация министерств/ведомств по всей стране, специализирующихся на предотвращении и ликвидации последствий аварий и стихийных бедствий
- Целенаправленная и научно-целевая деятельность, направленная на ликвидацию чрезвычайных ситуаций, защиту населения и территории страны и повышение устойчивости бюджетной деятельности, а также обучение населения, должностных лиц и государственных органов предупреждению и реагированию на чрезвычайные ситуации, организация и осуществление разработки технического программного обеспечения.

## История
Республиканский центр подготовки руководителей органов гражданской обороны и чрезвычайных ситуаций был создан в 1992 году как самостоятельное учреждение Правительства Республики Узбекистан. Оно действовало до 1996 года, когда вступило в силу решение президента Узбекистана Ислама Каримова от 16 августа 1995 года о создании Министерства по чрезвычайным ситуациям. Сразу после своего основания оно начало работу по координации создания государственных резервных фондов на случай чрезвычайных ситуаций — финансовых, медицинских, материально-технических ресурсов для преодоления последствий событий, которые можно было бы считать национальными чрезвычайными ситуациями. В 2019 году в состав МЧС переданы Главное управление пожарной безопасности МВД и Служба по контролю за воздействием на гидрометеорологические процессы Минобороны.

## Министры
- 1996–1997 — Исмаил Джурабеков
- 1997–2000 — Рустам Ахмедов[4]
- 2000–2001 — Баходир Косимов[5]
- 2001–2002 — Равшан Хайдаров[6]
- 2002–2003 — Ботир Парпиев
- 2003–2006 — Бахтияр Субанов
- 2006–2008 — Кабул Бердиев[7]
- 2008–2010 — Косимали Ахмедов
- 2010–2016 — Турсинхан Худайбергенов
- 2017–2018 — Рустам Джураев
- 2018-2022 — Турсинхан Худайбергенов
- С 2022 — Абдулла Кулдашев